# Ван Эк Дёймаер Ван Твист, Аманда
Ама́нда Ван Эк Дёймаер Ван Твист (англ. Amanda van Eck Duymaer van Twist) — британский социолог религии и религиовед, специалист по новым религиозным движениям и социологии детства. Заместитель директора ИНФОРМ.

## Биография
С 1998 года является сотрудником ИНФОРМ. С этого же времени читает лекции и преподаёт в Лондонской школе экономики и политических наук Лондонского университета и Королевском колледже Кембриджского университета.
В 2007 году под научным руководством Айлин Баркер и Пола Рока в Лондонской школе экономики и политических наук Лондонского университета защитила диссертацию по теме «Взросление в современных сектантских организациях: анализ сегрегированной социализации», где рассматривалось второе поколение детей из сектантских движений и их влияние на детство членов, получив учёную степень доктора философии по социологии.
Помимо английского языка свободно владеет разговорным и письменным голландским, а также разговорным французским.

## Научно-исследовательская деятельность
Занимается исследованием малых религиозных сообществ и/или новых религиозных движений. Готовит развёрнутые доклады о какой-то отдельной религии или по вопросам, касающимся к определённым религиозным группам. В тематику исследований входят спиритизм и колдовство, социализация детей в новых или малых религиозных сообществах сектантского типа, мошенничество в малых религиозных сообществах, религиозная грамотность, а также методологические вопросы исследования и предоставления экспертных оценок об экстремизме и деструктивных культах.
Выступила в качестве научного редактора и одного из авторов коллективной монографии «Малые религиозные сообщества и мошенничество: добросовестно» (англ. Minority religions and fraud: in good faith) вышедшей в совместной серии издательства Ashgate Publishing и ИНФОРМ, посвящённой малым религиозным сообществам и религиозным движениям.
В 2010 году выступила в качестве одного из приглашённых лекторов в ежегодном лектории международного философского общества «Форум по европейской философии» — «Искусство и границы политического» по теме «Мысли в общественном сознании: пути к экстремизму».

## Научные труды

### Монографии
- Van Eck Duymaer van Twist A. Perfect children: growing up on the religious fringe. — New York: Oxford University Press, 2015. — ISBN 9780199827787.

### Статьи
- Van Eck Duymaer van Twist A. Review: William Sims Bainbridge. The Endtime Family: Children of God. SUNY Press, 2002. 204 p. // British Journal of Sociology[англ.]. — 2003. — Vol. 54, № 1.
- Van Eck Duymaer van Twist A. Review: Fenn R. K. (ed.) The Blackwell Companion to Sociology of Religion. Wiley-Blackwell, 2003. 508 p. // British Journal of Sociology[англ.]. — 2004. — Vol. 55, № 2.
- Van Eck Duymaer van Twist A. Review: Stephen J. Hunt. Alternative Religions: A Sociological Introduction, Ashgate Publishing, 2003. 268 p. // British Journal of Sociology[англ.]. — 2004. — Vol. 55, № 3.
- Van Eck Duymaer van Twist A. Administrative and financial matters in the area of religious freedom and religious communities // Legal Aspects of Religious Freedom: International Conference, 15–18 September 2008. Office of the Government of the Republic of Slovenia for Religious Communities, Ljubljana, Slovenia / Drago Cepar, Bla Ivanc (eds.). — 2008. — P. 476—495. — ISBN 97896924391.
- Beliefs in possession
  - Van Eck Duymaer van Twist A. Beliefs in possession // The Devil's Children: From Spirit Possession to Witchcraft: New Allegations That Affect Children / Jean La Fontaine (ed.). — Aldershot: Ashgate Publishing, 2009. — P. 13—26. — ISBN 9780754667339.
  - Van Eck Duymaer van Twist A. Beliefs in possession // The Devil's Children: From Spirit Possession to Witchcraft: New Allegations That Affect Children / Jean La Fontaine (ed.). — New York: Routledge, 2016. — P. 13—26. — 220 p. — ISBN 9780754667339.
- Van Eck Duymaer van Twist A. Children in new religions: contested duties of care // International Journal for the Study of New Religions. — Sheffield: Equinox Publishing[англ.], 2010. — Vol. 1, № 2. — P. 183—206. — ISSN 2041-9511.
- Van Eck Duymaer van Twist A. Religion in England // Mit welchem Recht? Europäisches Religionsrecht im Umgang mit neuen religiösen Bewegungen / Kai Funkschmidt (ed.). — Berlin: EZW-Texte[нем.], 2014. — P. 74—90. (копия)
- Van Eck Duymaer van Twist A. Bona Fide? // Minority religions and fraud: in good faith / Amanda Van Eck Duymaer van Twist (ed.). — London: Ashgate Publishing, 2014. — P. 53—72. — 224 p. — (Ashgate Inform series on minority religions and spiritual movements). — ISBN 9781472409126.
- Van Eck Duymaer van Twist A. The Methodological Challenges of Researching and Providing Information on Cults and Extremism // How to Research Religion: Putting Methods into Practice / Linda Woodhead[англ.] (ed.). — Oxford: Oxford University Press, 2015.
- Fancis M., Eck Duymaer van Twist A. Religious literacy, radicalisation and extremism // Religious Literacy in Policy and Practice / Adam Dinham, Matthew Francis (eds.). — Bristol: Policy Press, 2015. — P. 113—134. — 256 p. — ISBN 9781447316657.
- Eck Duymaer van Twist A. On being a stranger in their midst // Diskus: The Journal of the British Association for the Study of Religions. — British Association for the Study of Religions, 2015. — Vol. 17, № 1. — P. 30—36. — ISSN 0967-8948.